# First Satanic Church
De First Satanic Church is opgericht op 31 oktober 1999 door Karla LaVey. Dit deed ze ter ere van de nagedachtenis van haar vader Anton LaVey.
Karla LaVey was het er niet mee eens dat de Church of Satan na het overlijden van haar vader niet meer in familiehanden was. Toen nam ze de beslissing om de First Satanic Church op te richten. De kerk wordt bestuurd vanuit San Francisco, Californië en lijkt qua inhoud heel veel op de Church of Satan toen haar vader nog leefde.
De kerk hield op Walpurgisnacht een groot feest in de 12 Galaxies nachtclub in San Francisco. Dit feest was samen met de Halloween benefit show in het Edinburgh Castle bedoeld om geld in te zamelen voor de slachtoffers van de tornado Katrina in 2005. 
Sinds 1998 geeft de First Satanic Church iedere kerst een feest genaamd de Black X-mass Show. Al deze evenementen zijn vrij toegankelijk voor publiek. Alleen als je lid wil worden van de First Satanic Church zal je moeten worden uitgenodigd door een bestaand lid. 
Karla LaVey geeft ook iedere week een satanische radioshow waarin ze praat over het Satanisme en informatie geeft over haar First Satanic Church.